# 1000 Worte Deutsch
1000 Worte Deutsch ist eine deutsche Filmkomödie aus dem Jahre 1930 von Georg Jacoby. Das dänische Komiker-Duo Pat & Patachon gab in diesem frühen Tonfilm sein deutschsprachiges Debüt.

## Handlung
Berlin im Jahre 1930. Die deutsche Hauptstadt richtet gerade den „Internationalen Kongress der vereinigten Landstreicher Europas“ aus. Die berühmtesten (Film-)Vagabunden, die Dänen Pat und Patachon, sollen als Unterhändler mit der Reichsregierung sprechen. Der deutsche Pennbruder Nunne und seine Freundin Julchen sind jedoch strikt dagegen, weil der dürre Lange und der stämmige Kurze ja nicht einmal der deutschen Sprache mächtig sind. Die Landstreicher Kollegen finden allerdings auch, dass nur Pat und Patachon perfekt für ihre Belange sprechen können. So gibt man ihnen Zeit und Geld, um in den kommenden Wochen wenigstens tausend Worte Deutsch zu erlernen. Die alte Madame Adele wird ihre Sprachlehrerin und macht alsbald dem kleinen Patachon schöne Augen.
Beide Dänen aber richten bald ihr ganzes Augenmerk auf die junge hübsche Mia, die ähnlich mittellos wie sie zu sein scheint. Sie arbeitet als Maniküre in einem Friseurgeschäft und verdreht den beiden Vagabunden gehörigen Kopf. Um sich ihr gegenüber als adrette Männer präsentieren zu können, kleiden sich Pat und Patachon erst einmal mit dem erhaltenen (und dadurch zweckentfremdeten) Geld neu ein und besuchen Mia an ihrer Arbeitsstelle. Dies aber sieht der eifersüchtige Nunne als unverzeihlichen Vertrauensbruch und stellt fortan den beiden Dänen mit allen nur denkbaren Mitteln nach.
Die bullige Berliner Type beginnt die anderen Teilnehmer des Landstreicher-Kongresses gegen die beiden ernannten Vertreter aufzuwiegeln. Nunne setzt das wahrheitswidrige Gerücht in die Welt, dass Pat und Patachon gar keine wirklichen Vagabunden bzw. Landstreicher seien und sogar so verwerfliche Dingen tun würden wie arbeiten anstatt sich um ihren eigentlichen Auftrag zu kümmern! Bald werden der Lange und der Kurze von den durch Nunne aufgehetzten Tippelbrüder-Kollegen von der Straße verfolgt. Auf einem Fußballplatz kommt es zum tumultartigen Höhepunkt, und Pat und Patachon müssen sich mehrfach verkleiden, um ihren Häschern zu entkommen. Während einer Gerichtsverhandlung der Landstreicher, in der nun auch Pat und Patachons bisherige Leistungen geprüft werden sollen, können sie zeigen, dass sie tatsächlich die geforderten tausend Worte Deutsch gelernt haben. Jetzt endlich können sie ihren eigentlichen Auftrag erfüllen.

## Produktionsnotizen
Die Dreharbeiten zu 1000 Worte Deutsch begannen am 20. Oktober 1930 und endeten im darauf folgenden Monat. Der Film wurde am 5. Dezember 1930 im Ufa-Theater Universum in Berlin uraufgeführt. Die Wiener Premiere war am 14. April 1931.
Leo Meyer übernahm die Produktionsleitung, Max Heilbronner entwarf die Filmbauten. Eugen Hrich kümmerte sich um den Ton.
Es wird das Lied Wir sind Vagabunden gespielt.

## Kritiken
„Man kann nicht sagen, daß das Spiel der beiden Komiker durch die Sprache irgendwie beeinflußt wird. Allerdings: Ein Gewinn ist die Wiedergabe der Sprache auf jeden Fall. Also hören wir sie sprechen. Tausend Worte Deutsch. So daß zu der famosen Situationskomik, die ja überhaupt das Geheimnis des Erfolges der beiden Helden ist, noch der Humor bzw. der Witz des gesprochenen Wortes kommt. Dieser Film ist natürlich wieder ein Abenteuer, das die beiden Vagabunden erleben. Eine Reihe von Abenteuern vielmehr. (…) Man darf sagen, daß sich Pat und Patachon nicht verschlechtert haben, sondern in ihrem ersten Tonfilm tatsächlich mit neuen Ideen kommen.“
Die Österreichische Film-Zeitung schrieb: „Eine Kette abenteuerlichster Erlebnisse geben Pat & Patachon Gelegenheit, alle Register ihres Humors aufzuziehen. (…) Der in wirbelndem Tempo abrollende Film … bedeutet entschieden einen neuen Erfolg für seine Hauptdarsteller Pat & Patachon.“